# Fredrik Holmquist (ämbetsman)

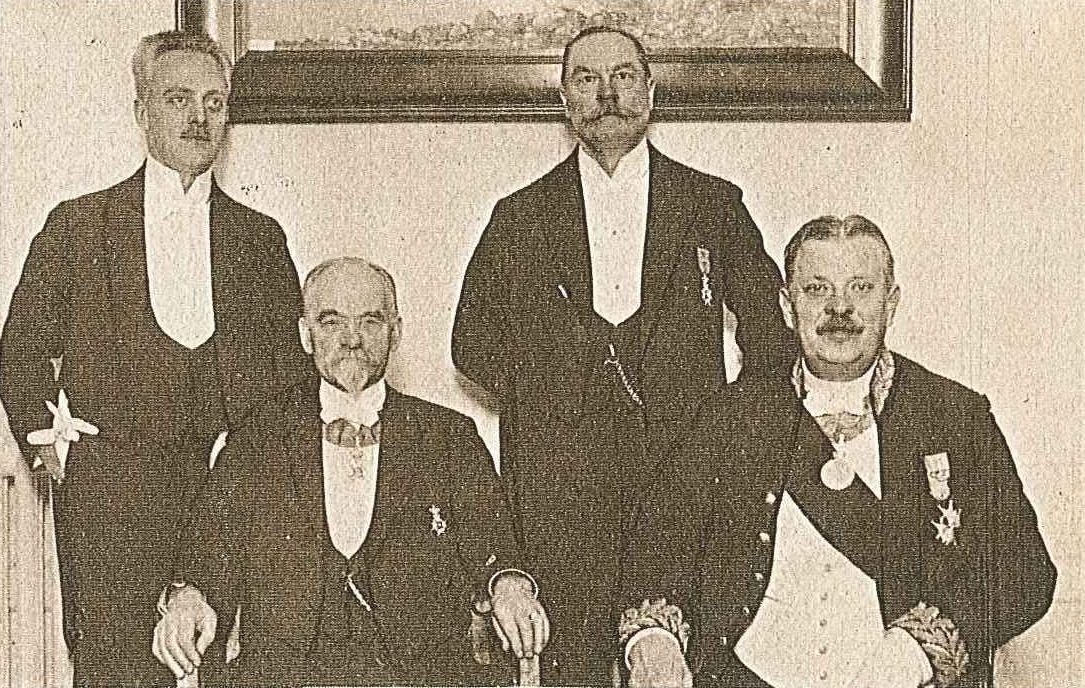
Fredrik Holmquist (sittande längst till höger) som medlem av en officiell deputation för Dalarna vid dalahertigen prins Carl Johans dop i Stockholm 1916. De övriga personerna är (från vänster) rådman Ernst Lyberg, vice talman Daniel Persson i Tällberg och intendent Carlsson. Foto ur Vecko-Journalen nr 50 1916.

Carl Fredrik Holmquist (i riksdagen kallad Holmquist i Falun), född den 29 september 1857 i Göteborg, död den 13 juli 1922 i Falun, var en svensk landshövding och politiker (liberal). 
Fredrik Holmquist, som var son till en mekaniker, blev student vid Uppsala universitet 1876, avlade hovrättsexamen där 1879 och gjorde därefter domstolskarriär. Han blev notarie vid Svea hovrätt 1888, assessor där 1890, tillförordnad revisionssekreterare 1892, expeditionschef i ecklesiastikdepartementet 1893 och var från 1900 till sin död 1922 landshövding i Kopparbergs län (fram till 1901 som tillförordnad). Holmquist blev tillförordnad underståthållare i Stockholm 1899. Han var även civilminister i Nils Edéns regering efter Axel Schottes avgång, från den 28 november 1919 till den 10 mars 1920.
Holmquist var riksdagsledamot i första kammaren 1912–1920 för Kopparbergs läns valkrets och tillhörde Frisinnade landsföreningens riksdagsgrupp Liberala samlingspartiet. I riksdagen var han bland annat ordförande i andra särskilda utskottet vid den B-riksdagen 1914 samt i första särskilda utskottet vid lagtima riksdagen 1919. Han anlitades också vid flera statliga utredningar, bland annat som ordförande för kommittén angående kommunal rösträttsreform 1917-1918.